# Cecilia Lazo del Risco
Pour les articles homonymes, voir Lazo.
Cecilia Lazo Del Risco est une joueuse de volley-ball espagnole, née le 2 janvier 1978 à Lima (Pérou). Elle mesure 1,78 m et joue libero.

## Clubs
| Club                  | Pays    | De        | À         |
| --------------------- | ------- | --------- | --------- |
| Aix UC                | France  | 1996-1997 | 1998-1999 |
| CN Sabadell Barcelone | Espagne | 1999-2000 | 1999-2000 |
| CV Lugo               | Espagne | 1999-2000 | 2000-2001 |
| CDU Grenade           | Espagne | 2001-2002 | 2001-2002 |
| Melun-La Rochette     | France  | 2002-2003 | 2008-2009 |
| VC Kanti Schaffhouse  | Suisse  | 2009-2010 | 2009-2010 |
| Stade français        | France  | 2011-2012 |           |

## Palmarès
- Championnat de France
  - Finaliste :  2004, 2006
- Coupe de France
  - Finaliste :  2005, 2007